# Penny Wolinová

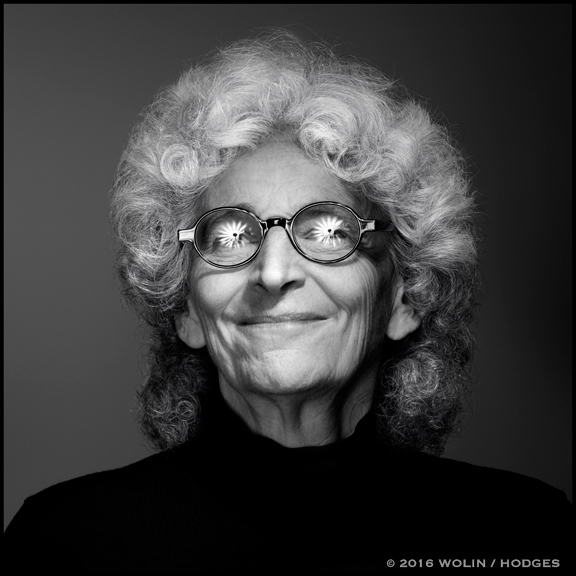
Autoportrét, 2016

Penny Wolinová (nepřechýleně Wolin; * 5. června 1953 Cheyenne) známá také jako Penny Diane Wolin nebo Penny Wolin-Semple, je americká portrétní fotografka a antropoložka. Vystavovala samostatně v komplexu muzeí Smithsonian Institution, získala dva granty z Národní nadace pro humanitní studie a grant z Národní nadace pro umění. Její práce jsou ve sbírkách institucí, jako je New York Public Library a stálé sbírky Národního muzea americké historie, které spravuje Smithsonian Institution. Je známá svou dokumentární a konceptuální fotografií, spolupracovala s velkými korporacemi, národními časopisy. Za posledních 25 let se věnovala portrétování a výzkumu židovské kultury v USA.

## Hlavní projekty

### Američtí fotografové židovského původu
V roce 2005 Wolinová zahájila projekt Američtí fotografové židovského původu (American Photographers of Jewish Ancestry). Od roku 1930 tito fotografové významně přispěli v oblasti novinářské, módní, portrétní, reklamní a výtvarné fotografie. Wolinová s každým z nich vedla rozhovory a fotografovala jej, opětovně fotografovala obrazy dědictví svých předků a vybírala obrazy z jejich vlastní tvorby a vytvářela vizuální a textový dokument ze života Židů a historie fototografie. Práce byla v rámci příprav na putovní výstavu a knihu. Penny již absolvovala interview s více než šedesáti významnými fotografy včetně takových jako Jo Ann Callis, Lauren Greenfield, Elinor Carucci, Judy Dater, Bruce Davidson, Annie Leibovitz, Herman Leonard, Jay Maisel, Helen Levitt, Joel Meyerowitz, Arnold Newman, Robert Frank a Joel-Peter Witkin.

### Židé Wyomingu: Fringe of the Diaspora
V roce 1982 se Wolinová setkala s Shirley Carter Burdenem, hlavním donátorem fotografického oddělení Muzea moderního umění. S jeho podporou a finanční pomocí, včetně dvou grantů Národní dotace pro humanitní obory, které spravuje Wyoming Rada pro humanitní obory, Wolinová dokončila vizuální a verbální studie 140 let a pěti generací židovské kultury ve Wyomingu. Projekt The Jews of Wyoming: Fringe of The Diaspora byl sponzorován kulturním centrem Skirball v Los Angeles, Kalifornie, a byl samostatné vystaven ve Smithsonian, v Národním muzeu americké historie, Národním muzeum americké židovské historie, muzeu Juda L. Magnes a v nadaci Ucross. Svazek stejnojmenného titulu publikoval Crazy Woman Creek Press, Cheyenne, Wyoming © 2000.

## Vybrané recenze
- Huffington Post, A Picture of Persistence, How a Photography Collection Was Born In honor of NYPL's new exhibition, Recollection: Thirty Years of Photography at the New York Public Library,

- The Jewish Week, The Camera and the Jewish I: A Photographer's Search for the Mysteries of American Photography[nedostupný zdroj] Penny Wolin:
- Through the Lens of the City: NEA Photography Surveys of the 1970s
- San Francisco Chronicle, A Menorah Moose and Other Tales:

- Los Angeles Times,  Lost and Found in America: The Jews of Wyoming Penny Diane Wolin
- The Washington Post, Kosher Cowboys: The Jews of Wyoming[nedostupný zdroj];
- Los Angeles Times, Alone in the Desert:

- Los Angeles Times, Art Review

- American Photographer magazine, Getting a Grip on Hollywood: “je ... metodický, tichý profesionál..." (David Roberts, říjen 1985)

## Vybrané komerční projekty
- Life (magazín): American Dreamer text Anne Fadiman

- Wet (magazín): obálka magazínu, foto Teri Garr[6], ilustrace

- Playboy (magazín): Twenty Questions; Second City Television, John Matuszak, Charlton Heston, Bubba Smith, Leigh Steinberg

- Conde Nast Traveler: As Others See Us; International Travel to Thailand, Hong Kong, Singapore, and Hawaii

- Rolling Stone (magazín): James Caan, Melissa Manchester, Chaka Kahn, Michael Mann

- Esquire (magazín): Jon Jerde

- Forbes (magazín): David Geffen, Joe Roth, Eric Schmidt

- Graphis Inc. (magazín): obálka magazínu foto Michaela Schwaba

- Vanity Fair (magazín), Discover magazine, Vogue magazine, Travel & Leisure magazine

- Sonoma Valley Film Festival: Art, Passion and Politics. Films by or about Women; Program Director

- Wolfgang Puck Food Company: interiéry restaurantu pro Barbaru Lazaroff, spolumajitelku a designerku

- Charles Schulz Museum: photografie instalací umělecký děl on-site umělců Michael Hayden a Yoshiteru Otani

- Peter Michael Winery, Cakebread Cellars, Kendall-Jackson vinotéka, Benovia Winery

- Cedars-Sinai Medical Center: Discoveries obálka magazínu a další publikace